# Frank De Bondt
Pour les articles homonymes, voir De Bondt.
Frank De Bondt est un journaliste et écrivain belge.